# Chitimacha
Els chitimacha són una tribu índia que parla una llengua aïllada propera al tunica, el nom de la qual prové de la llengua choctaw Chuti Masha "couen recipients". Tanmateix, ells s'anomenen Pantch-pinunkansh "homes vermells junts". Es dividien en tres grups: washa, chawasha i chitimacha. Originàriament ocupaven la costa est de Florida i Grand Lake (Louisiana). Actualment viuen a la reserva de Charenton (Louisiana), on són 350 a 509 hectàrees.
Alguns calculen que eren 20.000 el 1600 però el 1650 eren uns 3.000 individus, que augmentaren a 4.000 el 1700, malgrat que el 1881 només en restaven 35. El 1930 eren 100 i el 1960 en restaven 260, d'ells 128 a Louisiana; i el 1995 eren 850. La seva llengua s'ha perdut, però està molt ben documentada mercè el lingüista Morris Swadesh, que va gravar dues-centes hores de converses en cilindres de cera. Segons el cens dels Estats Units del 2000, hi havia 1.001 purs, 409 barrejats amb altres tribus, 410 barrejats amb altres races i 58 amb altres races i tribus. En total 1.878 individus.

## Costums

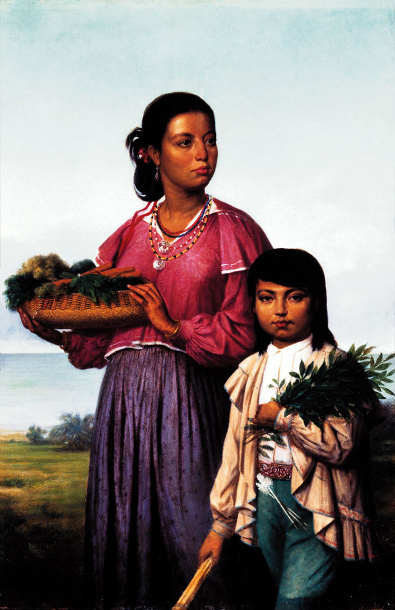
"Dues dones chitimacha", pintat per François Bernard, 1870

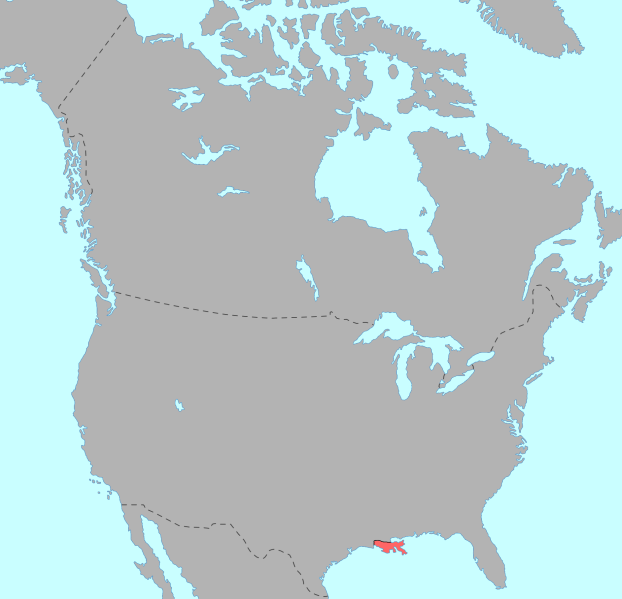
Situació dels Chitimacha

Es regien per castes endogàmiques, i si algun noble es casava amb un plebeu, havia de viure amb els plebeus, i la prefectura depenia de la descendència. Eren estrictament monògams, i la dona hi tenia considerable autoritat. Adoraven el sol, desenterraven els cossos de llurs morts i els deformaven el cap. Els homes empraven ornaments als nassos i duien el cabell llarg, i també es tatuaven els braços, cames i cara.
Vivien en cabanes similars a les de les altres tribus dels voltants, com els natchez o alibamu. Eren bons teixidors i cistellers, i empraven la doble ona, tècnica resultant de diferents traçades en dues superfícies.
S'alimentaven del conreu del moresc, melons, batates, pèsols, carabasses, baies, fruites silvestres, cérvols, ossos i peixos. També eren coneguts per la seva arma preferida, una sargantana de 60 peus, i pels arcs.

## Història
El 1682 foren visitats pel cavaller de la Salle, i el 1699 per Pierre Le Moyne d'Iberville. El 1706 mataren un missioner francès, Sant Cosme, perquè els esclavitzaren als natchez.
Durant el segle xviii van fer la guerra durant dotze anys als francesos com a aliats dels natchez, cosa que els va delmar molt. Del 1706 al 1718 van lluitar fins que foren esclavitzats. El 1718 Bienville fundà al seu territori Nova Orleans.
El 1781 els va ser assignada una petita reserva a l'actual Plaquemine (Mississipi). El 1881 llurs supervivents foren duts de Grand River vora Charenton (Louisiana), on encara hi viuen i tenen fama de bons cistellers. Durant el segle xix va viure el darrer xamà, Postiyu, qui donà informació sobre llurs costums. El 1910 el seu cap era Benjamin Paul, establit al delta del Mississipi. A finals dels anys vuitanta van construir a la reserva el casino de Cypress Bayou.

### Del segle XX a l'actualitat
El cens de 1900 va registrar sis famílies amb 55 persones, tres dels quals eren de sang pura. El 1910 hi havia 69 chitimacha registrat; tenien 19 dels nens que assistien a la Carlisle Indian School a Pennsylvania. La tribu estava sota pressió en el segle xx, i de vegades els membres es van veure obligats a vendre la terra perquè no podien pagar els impostos. Sarah Avery McIlhenney, un benefactor local de la família que fabricava Tabasco, va respondre a una crida d'ajuda de les dones chitimacha i va comprar els seus últims 260 acres de terra en la venda del xerif en 1915; després la va transferir a la tribu. Ells van cedir la terra al govern federal que se celebrarà a la confiança com un  reserva. McIlhenny va encoratjar el reconeixement federal dels chitimacha, pel Departament d'Interior en 1917.
Foren la primera tribu reconeguda per l'estat de Louisiana. La tribu va rebre algunes anualitats i beneficis financers per aquest reconeixement. Però en 1930, la població chitimacha havia caigut a només 51 persones.
Des de principis del segle XX la població ha augmentat. Els homes van començar a treballar en els camps de petroli de Louisiana com a perforadors i capatassos. Hi ha més de 900 chitimacha registratsts. El cens dels Estats Units de 2000 va registrar una població resident de 409 persones que viuen a la Reserva Índia chitimacha. D'aquests, 285 identificats com a única ascendència nativa americana.
La reserva es troba a 29° 53′ 02″ N, 91° 31′ 52″ O / 29.88389°N,91.53111°O a la part septentrional de la comunitat de Charenton, a Parròquia de Saint Mary (Louisiana) a Bayou Teche. Els chitimacha són l'únic poble indígena a l'estat que encara té algun control sobre llur terra tradicional. Controlen la Chitimacha Tribal School, patrocinada per la Bureau of Indian Affairs. El Consell de Govern Tribal està involucrat en negociacions amb els Estats Units per obtenir una indemnització per les expropiacions de terra del passat.
Amb ingressos derivats del seu casino de joc, els chitimacha han comprat terres addicionals per posseir en fideïcomís per a la seva reserva, i ara controlen 1.000 acres. S'ha establert un casino, escola, planta de processament de peix, i el museu tribal de la reserva.
La llengua chitimacha s'ha extingit. Els actuals chitimacha parlen francès cajun i anglès. Amb els ingressos del jocs d'atzar, la tribu ha establert activitats culturals de revitalització: una oficina de preservació històrica tribal, classes d'immersió lingüística, un museu tribal i un projecte per promoure el creixement de la canya de riu a les terres tribals per al teixit de cistelles tradicionals.

## Govern
Els chitimacha restablir el seu govern sota la Llei de Reorganització Índia de 1934. Van fer esforços per resistir la política de termination en la dècada de 1950 i el 1971 van aprovar una nova constitució escrita. Tenen un govern representatiu elegit, amb un mandat de dos anys per als cinc membres del Consell Tribal.

### Membres
Com altres tribus reconegudes federalment, els chitimacha establiren llurs pròpies normes per a ser membre. Segons la seva constitució, requereix que els seus membres siguin capaços de documentar la seva descendència d'un membre de dos registres oficials: 
- Annuity Pay Roll de 1926, registrat pel Bureau of Indian Affairs, o
- Registre del Cens Revisat de juny de 1959, registrat a l'Agència Índia Choctaw, Philadelphia (Mississippí).

A més, un membre potencial ha de ser capaç de documentar que té ascendència almenys d'una setzena part (1/16) d'ascendència chitimacha (equivalent a un tatara-tatara-avi). Els nens d'un setzè grau (1/16) o més de sang índia chitimacha nascuts de qualsevol membre inscrit des de 1971 (i l'aprovació de la Constitució) tenen dret a ser membres.